# 마의태자
마의태자(麻衣太子, ?~?)는 신라 제56대 경순왕의 태자다. 이름은 사서에 전하지 않는다. 다만 후대에 마의를 입고 살았다 하여 마의태자라 부른다. 삼국사기에 의하면 처자를 죽이고 개골산에 들어갔다고 기록했으나 후손은 존재하지 않는다. 

## 개요
신라 마지막 왕인 경순왕과 왕후 죽방부인 사이 첫째 왕자다. 935년 10월 부왕 경순왕이 군신회의를 소집하여 나라를 고려에 귀부하려 하자 이를 반대하다 뜻을 이루지 못하여, 개골산(지금의 금강산)에 들어가 바위 아래에 집을 짓고 마의를 지어 입으며 초식으로 연명하다 일생을 마쳤다고 한다.
사서에 이름은 전하지 않으며 단지 왕자라 할 뿐, 장자니 태자니 하는 말은 없다. 다만 후대에 태자 또는 마의를 입고 살았다 하여 마의태자라 부른다. 지금 전하는 대부분 이야기도 후대 소설에서 비롯했다.
사기에 따르면, 935년(경순왕 9) 10월 부왕 경순왕이 고려 왕건과 후백제 견훤 세력에 눌려, 국세가 약하고 고립되어 나라를 스스로 보존 할 수 없다고 판단하여 여러 신하와 함께 고려 태조에게 양도할 것을 의논하는 자리에서, 그의 동생 덕지왕자 및 이순유 등과 함께 불가함을 간언하였다.
"나라의 존속과 멸망은 반드시 하늘의 운명에 달려 있으니, 다만 충신 의사들과 함께 민심을 수습하여, 우리 자신을 공고히 하고 힘이 다한 뒤에 망할지언정, 어찌 1천 년의 역사를 가진 사직을 하루 아침에 경솔히 남에게 주겠습니까?"라고 하였다.(國之存亡必有天命只合與忠臣義士收合民心自固力盡而後已豈冝以一千年社㮨一旦輕以與人)-《삼국사기》

그러나 경순왕은 눈물을 흘리며 그의 손을 잡고 말을 하며, 양도를 청하는 글을 지어 시랑(侍郞) 김봉휴(金封休)를 고려 태조에게 보내 입조를 요청하였다.
“고립되고 위태로운 것이 이와 같으니 형세가 보전될 수 없다. 이미 강해질 수 없고 또 이 이상 더 약해질 수도 없으니, 무고한 백성들만 길에서 참혹하게 죽게 할 뿐이다. 이러한 일을 나는 차마 할 수 없구나.” 하였다.(孤危若此 勢不能全 旣不能强 又不能弱 至使無辜之民 肝腦塗地 吾所不能忍也)-《삼국사기》

이에 그는 통곡하며 부왕 경순왕에게 하직 인사를 올리고, 산길을 따라 개골산으로 들어가 바위 아래에 집을 짓고 마의를 입고 초식으로 연명하다 일생을 마쳤다고 한다.
그의 동생 덕지 왕자도 처자식을 버리고 그와 함께 개골산에 들어갔다가, 이후 화엄종에 귀의하여 중이 되어 법수사와 해인사에 머물면서 도를 닦으며 나라 잃은 서러움을 달랬는데 승명이 범공이라 한다.
《동국여지승람》에도 이름이 전하지 않는 또 다른 왕자가 있었는데, 그도 왕에게 항복하지 말 것을 간언하였으나 왕이 듣지 않아서 처자식을 버리고 태자와 함께 금강산으로 들어갔다고 하였다.

## 후세 평가
신라가 망할 때 다른 귀족들은 너나없이 고려에 귀부를 선언하여 왕건이 주는 벼슬과 녹봉을 받고 여전히 호사를 누렸지만, 이들 왕자들은 마지막까지 충절을 지킨 인물들로 꼽힌다.
- 왕자의 이름은 사서에 전하지 않으나, 태자의 신분으로 나라를 들어 항복하려는 부왕 경순왕과 고려에 맞서 결사 항전을 주장했는데, 이러한 그의 행동은 조선의 유교적 대의 명분론에 비추어 재조명되고 칭찬받았다.
- 고려 후기 문신이자 학자인 김자수의 《상촌집》과 조선 중기 문인들인 신흠과 윤증등이 그의 행적에 대해 읊었던 한시 작품에서 초의 또는 신라 왕자로 서술하고 칭찬하였을 뿐, 마의 태자라는 명칭은 사용하지 않았다.
- 조선 중기 문신 오운은 《동사찬요》에서 왕자가 신라를 고려에 양국 하는 것에 반대하며 개골산에 들어간 것에 대해 "왕자의 의열은 중국 촉한 멸망시 북지왕 유심과 더불어 일월의 빛을 다툴 만한데, 동방의 문헌에 이름이 전하지 않고 매몰된 것이 애석하다"고 하며 후한 평가를 내렸다.
- 조선 후기 실학자 안정복은 저서 《동사강목》에서 “태자가 없었더라면 천년의 군자 나라가 마침내 남의 비웃음이 되었을 것”이라고 높이 평가했다.
- 「마의 태자」라는 이름이 본격적으로 대중들에게 알려지게 된 것은 일제 강점기 1926년 5월부터 1927년 1월까지 이광수가 『동아일보』 지면에 연재했던 신문소설을 통해서였다.
- 1937년 극작가 유치진이  ≪동아일보≫를 통해 '마의태자'를 주제로 한 희곡을 발표하면서 이후 마의태자의 비극적인 이미지가 대중들 머리 속에 자리잡게 되었다.

## 전설·설화
- 충주 미륵대원지 전설 : 충청북도 충주시 수안보면 미륵리에 위치한 고려 초기의 석굴사원 터로 신라의 마지막 왕인 경순왕의 아들 마의태자가 나라가 망하자 개골산으로 은거하러 가던 중 동생 김덕지 왕자(또는 덕주 공주)가 월악산에 덕주사를 지어 남쪽을 바라보는 마애불을 만들자 마의태자는 북향의 석굴을 지어 덕주사를 바라보게 하였다고 한다.

## 신라부흥운동설
신라가 멸망한 뒤 개골산에 들어가 은거하였다는 《삼국사기》와 《삼국유사》 기록 이외에는, '마의 태자'에 대한 어떤 기록도 남아있지 않다.
다만 '마의 태자'가 은거했던 금강산 주변을 중심으로 마의 태자와 관련한 민간 전승이 많이 전해지고 있다. 비로봉 바로 아래에는 마의 태자의 무덤이라 전하는 〈신라마의태자릉〉이라는 비석이 새겨진 무덤이 있고, 바로 옆에 그가 타고 다니던 용마가 변해 돌이 되었다는 전설이 있는 용마석도 있다.
무덤은 둘레 약 10미터, 높이 1.5미터로 보통 무덤보다 조금 크다. 강원도 인제군에는 상남면 옥새바위(마의태자가 옥새를 숨겼다고 전하는 바위), 김부리 어귀의 수거너머(마의태자가 수레를 타고 넘었다는 고개) 등 마의태자와 관련된 지명들이 많이 남아 있다.
김부리라는 지명은 《오주연문장전산고》에 의하면 신라 김부대왕이 살았던 곳이라 하여 김부대왕동이라 명명하였다고 한다. 건립 연대는 정확히 알 수 없으나 마을 사람들은 이 비각을 「김부대왕각」이라 부르며 해마다 제사를 지내왔다. 대왕각 안에는 경순왕의 태자라는 인물이 신으로 모셔지고 있다.
대왕각 안의 위패에는 원래 「신라경순왕제일자지신위(新羅敬順王第一子之神位)」라 새겨져 있었으나, 1940년대 이후 후손들이라는 사람들에 의해 「신라경순대왕태자김공일지신위(新羅敬順大王太子金公鎰之神位)」로 변경하여 새겼다. 즉 지금의 「김일(金鎰)」이라는 이름의 위패는 1940년대 이후 후손들이라 자처하는 사람들이 새로이 새겨 넣은 것이다.
또 흥미로운 것은 마의 태자가 단지 은거하는 데에 그치지 않고 고려에 의해 멸망한(실은 스스로 항복한) 조국 신라의 부활을 위해 부흥운동을 준비했다는 전승이다. 현지 전승에 따르면 '마의 태자'는 혼자 수도를 떠난 것이 아니라 일군의 무리를 이끌고 있었고 그 가운데 한 사람이었던 맹장군이라는 사람의 이름을 따서 붙여진 맹개골이라는 마을이름이나 신라 부흥 운동을 위해 군량미를 모아 저장하였다는 군량리라는 마을 지명도 남아 있다고 한다. 또한 인제에 유난히 많은 다무리라는 지명은 국권 회복을 뜻하는 것으로(《삼국사기》에서 이미 '도로 되찾은 땅'이라는 뜻의 '다물'이라는 말이 언급된 예가 있다) 이를 근거로 마의태자가 신라부흥운동을 준비하고 있었다고 주장하는 설이 있다.
강원도 인제와 더불어 마의 태자와 관련된 전설이 많이 남아있는 곳은 충주시로, 마의 태자와 그의 동생 덕지 왕자(또는 덕주 공주)가 각각 조성했다는 월악산 자락의 미륵대원 터와 덕주사가 있다. 양평군의 용문사에는 마의태자가 금강산으로 가는 길에 절에 들러서 짚고 있던 지팡이를 땅에 꽂은 데서 유래했다는 은행나무가 있으며, 홍천에서 마의 태자 전승이 남아있는 인제로 넘어가는 길목에 지왕동(왕이 지나간 마을)과 왕터(왕이 넘어간 자리)라는 지명이 남아있다.
이들 '마의 태자' 관련 전승 지역을 지난 2000년 답사 취재하고 마의 태자의 북행 루트를 추정한 KBS 역사스페셜 제작팀에서는 2000년 4월 15일에 「신라 최후의 미스테리―마의태자」라는 부제로 방영되었던 『역사스페셜』 방송분에서 금강산으로 갔다는 마의 태자의 전승이 남아있는 지역이 굳이 경주에서 금강산으로 가장 빨리 갈 수 있는 동해안 교통로가 아닌 내륙에 남아있는 것에서, 경주에서 계립령으로 가서 충주를 지나 물길로 양평으로, 홍천을 거쳐 인제와 한계령을 지나는 마의 태자의 북행 루트를 상정한 뒤, 해당 도시들이 신라 시대에는 제2의 수도로 불렸다는 점(충주의 경우), 그리고 외부 세력과 철저하게 차단된 곳(미륵대원 터나 덕주사의 경우)이라는 점을 들어 마의 태자가 신라의 주요 거점 가운데서도 천혜의 요새들만을 택해 거치면서 자신과 뜻을 함께할 사람을 규합하려 했던 것이라는 추론을 제기했다.
일단 김부대왕, 즉 경순왕과 연관지어 설명하는 강원도 각지의 전승에 대해, 고려에 항복한 뒤의 경순왕의 행적은 《삼국사기》와 《삼국유사》, 《고려사》, 《고려사절요》 등의 문헌에 남아있는데, 휘하 백관과 함께 서라벌을 떠나 개경으로 가서 왕건을 만났고 왕건은 경순왕을 정승으로 삼고 대궐 동쪽에 있는 신란궁(神鸞宮)을 저택으로 내려주는 한편 경순왕을 경주의 사심관으로 임명하였다고 적고 있다. 해당 지역의 연고자에게 그 지역의 행정을 책임지게 함으로써 지방 출신의 고급 관리를 우대하고 지방에 대한 중앙의 통치를 원활하게 하는 것이 사심관 제도의 취지이지만, 이 경우 지방에서 올라온 연고자에게 자신의 연고지 행정을 맡겼다고 해서 지방에 그대로 머무르게 한 것은 아니었다.
경순왕이 개경으로 간 뒤 경주로 돌아왔다는 어떤 기록도 찾을 수 없으며, 경순왕의 무덤도 경주가 아닌 지금의 경기도 연천군에 마련되었다. 또한 개경으로 향하는 경순왕의 행렬이 잠시 인제에 머물렀을 가능성을 추정한다고 해도 그 루트에 강원도 내륙인 인제는 포함되지 않는다는 점을 보더라도 경순왕이 인제에 왔을 가능성은 희박하며 김부대왕동이나 대왕각, 그리고 인근의 관련 지명들은 김부대왕이라 불린 경순왕 자체를 가리킨다기 보다 경순왕과 관련된 주변 인물을 가리킨다고 해석하는 것이 합리적이라는 것이다('경순왕'이란 명칭은 사후에 붙여진 것이고 생전에는 경순왕의 이름인 '김부대왕'으로 불렸다는 점에서는 실제 경순왕을 가리키는 명칭일 수도 있다).
강릉 김씨 문중에는 명주의 호장으로 김부(金富)라는 인물이 전쟁으로 피폐해진 그 지방의 민심을 보살폈다는 내용의 전승이 있으며, 대왕각이 위치한 곳에서 머지않은 곳에 마의 태자의 유적으로 알려진 갑둔리 5층 석탑이 발견 되었는데, 김부(金富)의 제자인 구(仇)라는 사람이 「김부의 수가 오래고 또 仇의 집안이 길이 보전 되기를 바라는 염원으로 세웠다.」는 내용이 전하는 탑으로 「김부수명장존가(金富壽命長存家)」의 비명이 확인 되었는바, 여기서 말하는 김부(金富)가 실은 신라의 김부(즉 김부의 아들인 마의태자)를 가리키는 것이라는 주장도 있다.
하지만 현재 마의 태자의 진짜 이름이 무엇인지, 대왕각에 모셔진 위패의 「김일(金鎰)」 이라는 이름이 정말 마의 태자의 본명 인지를 말해줄 수 있는 어떤 자료도 아직 나오지 않은 상태에서 추측의 영역을 벗어나지 못하고 있다.
갑둔리 5층 석탑도, 요 성종의 연호인 「태평 16년 병자(1036년)」라는 연호가 탑에서 확인되었고 이것이 탑의 조성시기로 여겨지는데 태평 16년 즉 정종 2년은 마의태자가 살았던 시대보다 100년이나 뒤의 것으로 연대가 서로 맞지 않는다. 이러한 지명들은 실제 마의 태자라 불린 신라의 왕자와 관련된 유적이라기보다는 거란, 또는 몽골과의 항쟁 과정에서 생겨난 지명이라는 해석이 제기되기도 한다.

## 경순왕 아들들 이름 등장 관련 논란

### 《김은열 묘지명》의 김일과 마의태자
1784년(정조 8) 개성 어느 산 기슭에서 우연히 발견된 《김은열 묘지명》에 경순왕은 고려에 항복 후 고려 태조의 딸들인 낙랑공주 왕씨등을 맞이하여 8명의 아들을 두었는데, 그 이름이 「일(鎰), 굉(鍠), 명(鳴), 은열(殷說), 중석(重錫), 건(鍵), 선(鐥), 종(鐘)」이라 한다. 또 2자 굉(鍠)과 4자 은열(殷說)은 고려 태조의 외손인 낙랑공주 소생으로 고려 평장사를 지내고 공(功)이 있는 신하여서 특별히 장지(葬地)까지 하사해 주었다고 한다.

### 묘지명 진위 여부
이후 1785년 경주 김씨 김사목이 족보를 수보(修普) 하면서 《김은열 묘지명》을 추기하면서 아들들 이름을 개명하고 작호(作號) 하는 등 가필(加筆)을 심하게 하였다. 이후 경주 김씨 일문 족보류에 경순왕 아들들 이름 및 서차가 기록되기 시작하였으며, 마의 태자 이름을 김일(金鎰)이라 한다.
그러나 《김은열 묘지명》에 나오는 경순왕의 8자들은 《고려사》 등의 문헌은 물론이고, 그 어떤 금석문 자료에도 찾아볼 수가 없다는 것이다. 또 이들의 생애 및 배위 등도 누락되어 있고, 단지 형제 서차만 기술되어 있을 뿐 묘지명 형태가 완전하지 않다는 것이다. 따라서 이러한 《묘지명》은 나라의 역사 기록들과 다르기 때문에 당연히 의문을 갖게 된다.

### 최근 족보
최근 신라계 어느 김씨 문중에서는 견강부회하여 자신들을 마의 태자의 직계 후손이라 하며, 그들의 족보에 마의 태자를 시조로 표기해 놓고 이름이 김일(金鎰)이며, 자(字)가 겸용(謙用)이라 한다. 그리고 슬하에 두 명의 아들(김선웅(金善雄), 김순웅(金順雄))을 두었다고 기록하고 있다.
그러나 《고려사》에 "931년(고려 태조 14) 경순왕이 태수(太守) 겸용(謙用)을 보내어 다시 고려왕과 만나기를 청하였다"는 내용이 있으며, 《동국사략》에도 "태수(太守) 겸용(謙用)"이라 기록되어 있다. 이를 혼동하여 태자(太子) 겸용(謙用)이라 한다.
사기에 신라가 망할 때 마의 태자가 몇 살이었고, 부인이 누구인가에 대한 기록은 없다. 만약 그때 부인이 있었다면 어린 자식이 있었을 것이고, 함께 개골산으로 들어가 망국의 한을 품고 고려를 등지고 살았을 것이다. 그 자식들은 자라서 후손을 두었을 것이고, 그 후손들은 본관 제도가 등장하기 시작한 고려 중기 이후에 어느 김씨 성을 가진 시조가 되었을지도 모른다. 그러나 이러한 내력의 기록은 그들 족보에서도 찾아볼 수가 없다.
심지어 《삼국사기》를 편찬한 김부식을 마의 태자의 직계 후손으로 기록해 놓은 족보도 있다. 김부식이 마의태자의 직계 후손이었다면 왜 《삼국사기》를 지으면서, 마의태자의 이름과 행적 기록, 부인과 아들들에 대한 언급을 해놓지 않았겠는가? 이런 족보 역시 위보라고 할 것이다. 삼국사기에 마의태자는 처자식을 죽이고 금강산에 들어가 일생을 마쳤다고 한다. 마의태자 후손은 절손이 되어서 후손이 존재하지 않는데 자신들이 마의태자 후손이라고 주장하는 부안김씨나 경주김씨태자파는 둘다 족보위조를 한것이다. 애초에 둘다 무모한 싸움을 한것이다.

## 마의태자가 등장하는 작품
- 《태조 왕건》(KBS, 2000년, 배우 : 이병욱)
- 《천추태후》(KBS, 2009년, 배우 : 안치용)
- 《김의 나라》(C-JES, 2021년, 배우 : 미상)

### 소설
- 이광수, 「마의태자」(1930년)

### 희곡
- 유치진, 「마의태자」

## 같이 보기
- 경순왕
- 죽방부인
- 김덕지
- 금준